# 小行星24432
小行星24432（24432 Elizamcnitt）是一颗绕太阳运转的小行星，为主小行星带小行星。该小行星于2000年2月发现。

## 轨道参数
小行星24432的轨道半长轴为378 982 219 km（2.5333036 UA），离心率为0.169。